# Kyōko Yano
Kyōko Yano (jap. 矢野 喬子, Yano Kyōko; * 3. Juni 1984 in der Präfektur Kanagawa) ist eine japanische Fußballspielerin.

## Vereinskarriere
Yano spielte in Jahren 2003 bis 2007 für die Universität Kanagawa (Abschluss an der betriebswirtschaftlichen Fakultät), seit 2007 spielt sie bei Urawa Red Diamonds Ladies in der höchsten japanischen Liga.

## Nationalmannschaft
Yano erzielte ihr erstes und einziges Tor für die japanische Nationalmannschaft am 11. Juni 2003 gegen Guam. Sie hat zwei Spiele bei 4. Frauenweltmeisterschaft 2003 und ein Spiel bei 5. Frauenweltmeisterschaft 2007 absolviert. Yano war bei der 6. Frauenweltmeisterschaft 2011 in Deutschland in der Mannschaft, gespielt hat sie nicht.
Yano gehörte auch zum japanischen Kader für die Olympischen Spiele in London. Sie kam aber nur beim 0:0 gegen Südafrika in der Vorrunde zum Einsatz.

## Erfolge
- Weltmeisterin bei der FIFA Frauen WM 2011 in Deutschland (ohne Einsatz)
- Silbermedaille bei den Olympischen Spielen 2012 (ohne Einsatz im Finale)